# تپه کند آلتی
تپه کند آلتی مربوط به عصر آهن I و II وIII - دوره اشکانیان است و در شهرستان گرمی، بخش مرکزی، دهستان اجارود مرکزی، روستای مهدی خانلی واقع شده و این اثر در تاریخ ۱۲ دی ۱۳۸۶ با شمارهٔ ثبت ۲۰۴۰۴ به‌عنوان یکی از آثار ملی ایران به ثبت رسیده است.